# Hydra (Mythologie)

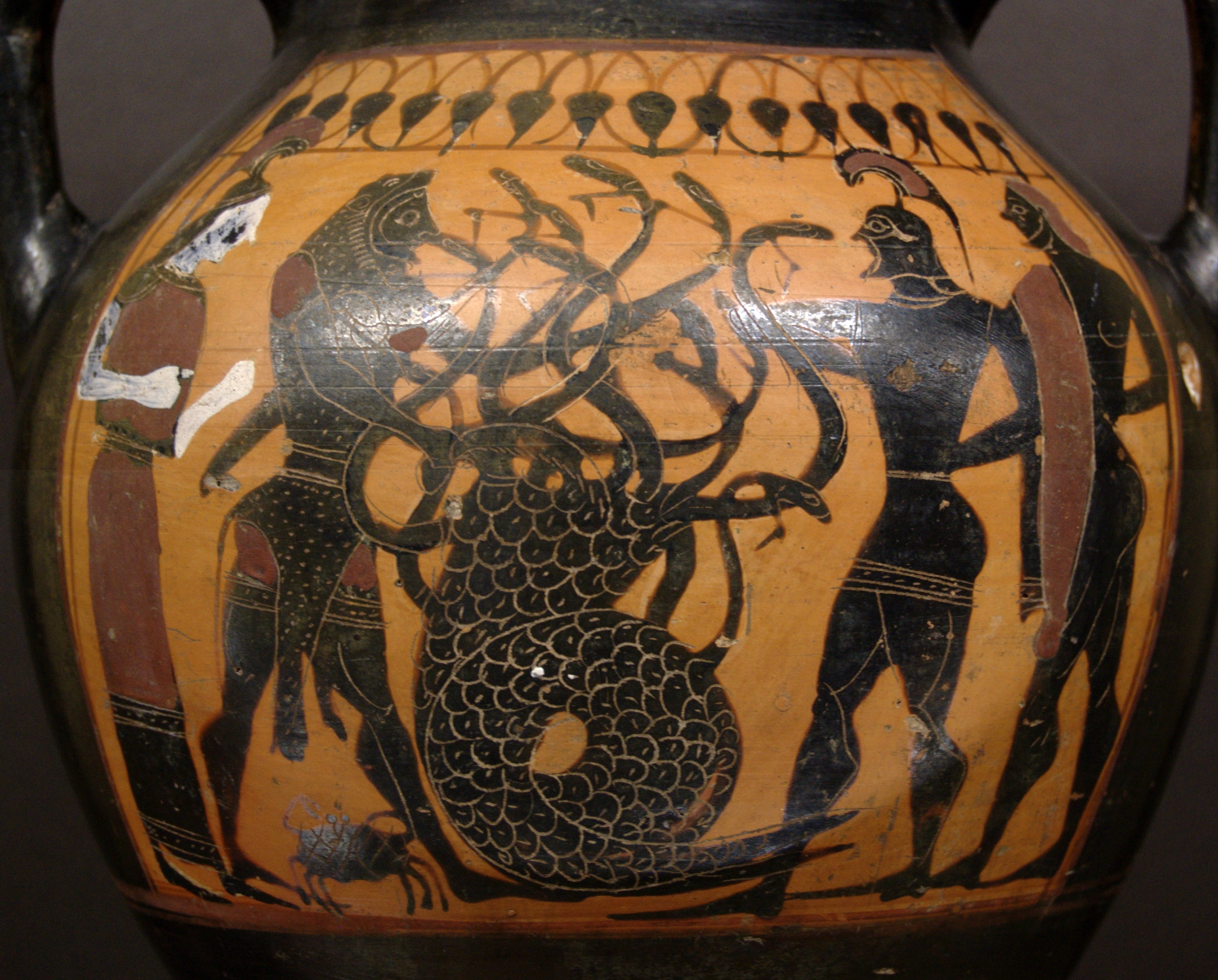
Herakles und die Lernäische Hydra, Attische Vase in der Art des Princeton-Malers, um 540/30 v. Chr.; Musée du Louvre, Paris

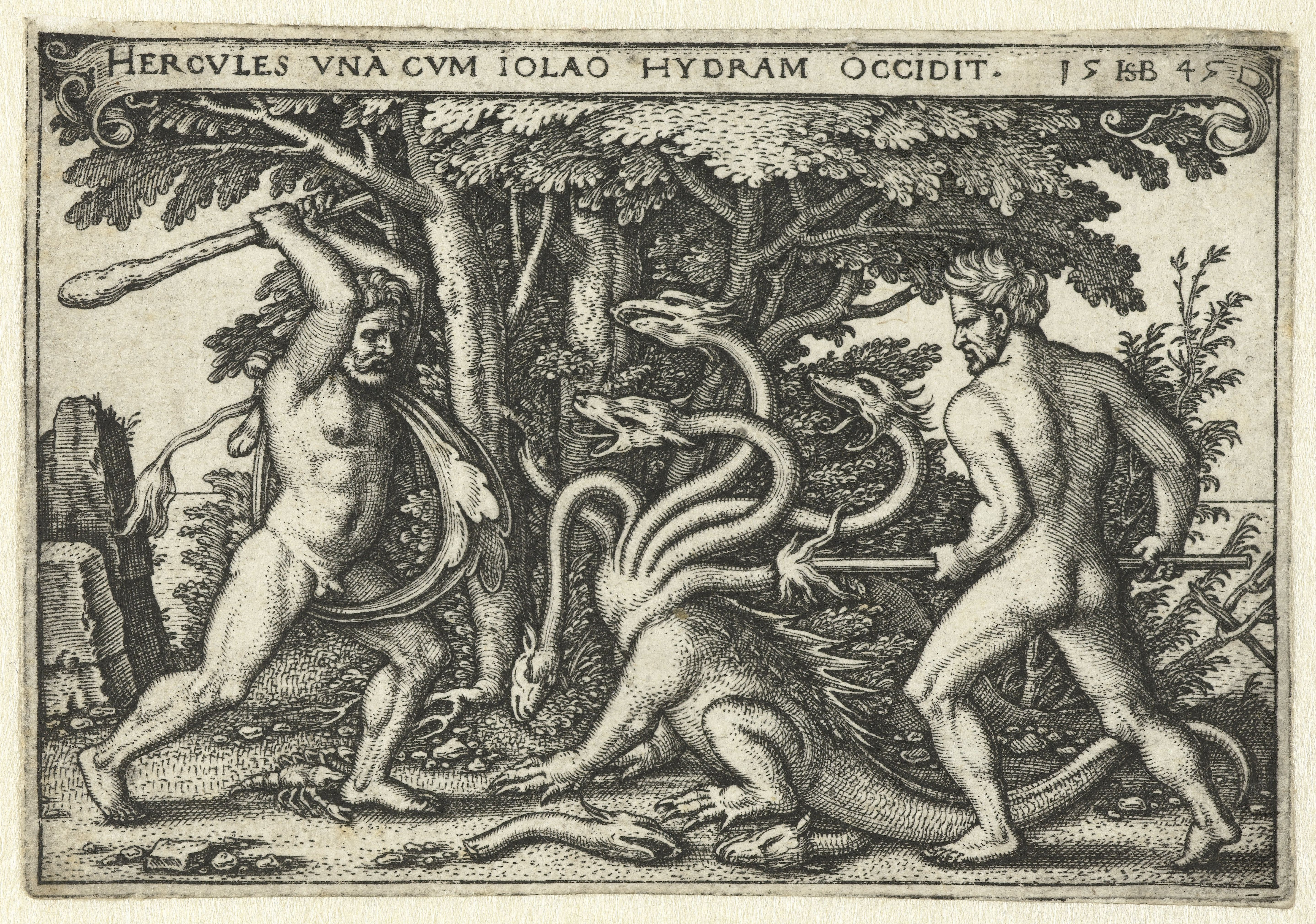
Herakles kämpft mit Iolaos gegen die Hydra, Hans Sebald Beham 1545

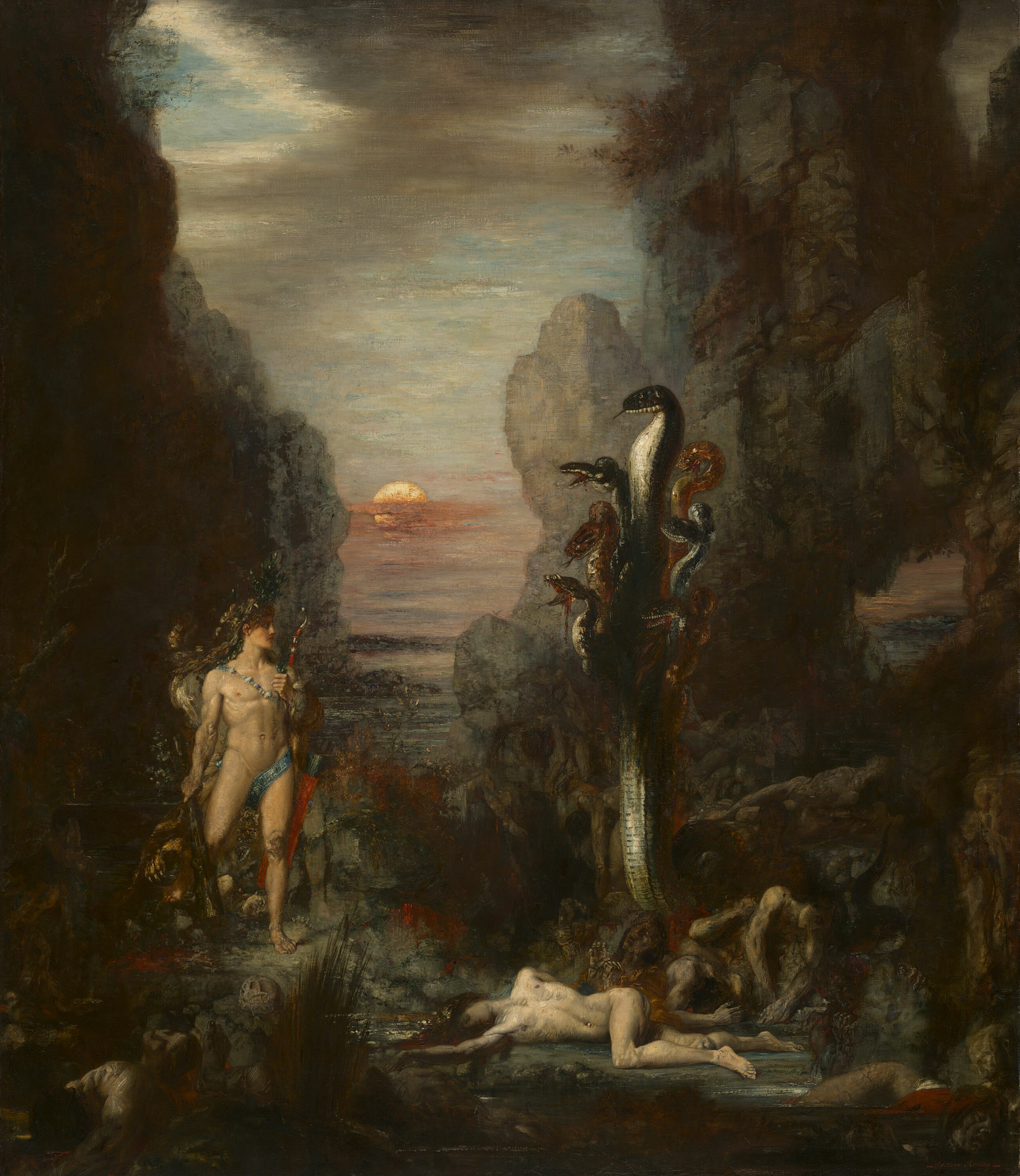
Gustave Moreau: Herakles und die Lernäische Hydra, 1876

Die Hydra (IPA: [ˈhyːdʁa] anhörenⓘ; altgriechisch ὕδρα hýdra) ist ein vielköpfiges Ungeheuer der griechischen Mythologie. Wenn sie einen Kopf verliert, wachsen ihr zwei neue, zudem ist der Kopf in der Mitte unsterblich. Ihr Hauch ist tödlich.

## Herkunft
Die Hydra wird auch als Wasserschlange bezeichnet, wovon sich ihr Name ableitet: ὕδρα hýdra bedeutet „Wasserschlange, Wassertier“ (zu ὕδωρ hýdōr, deutsch ‚Wasser‘).
Die Hydra gilt als Tochter der Echidna und des Typhon sowie als Schwester des Kerberos, der Chimaira und der Sphinx; von Hera wurde sie aufgezogen.
Sie haust im Süden Griechenlands, in den schwer zugänglichen Sümpfen von Lerna in der Argolis, weshalb sie auch die Lernäische Schlange genannt wird. Sie pflegt aufs Land herauszukommen, Viehherden zu zerreißen und Felder zu verwüsten.

## Herakles’ Kampf mit der Hydra
Die Hydra zu erlegen war die zweite der insgesamt 12 Aufgaben, die Herakles im Dienste des Königs Eurystheus vollbrachte, um zu sühnen, dass er seine Frau Megara und seine Kinder in einem Wahnsinnsanfall ermordet hatte. Herakles fuhr mit Iolaos, dem Sohn seines Halbbruders Iphikles, nach Lerna. Als sie die Hydra nahe ihrer Höhle auf einem Hügel bei den Quellen der Amymone entdeckten, zwang Herakles durch Schüsse brennender Pfeile die Schlange, ihren Schlupfwinkel zu verlassen. Zischend kam diese hervor, ihre neun Hälse empor gerichtet. Herakles trat ihr unerschrocken entgegen, packte sie und hielt sie fest. Sie aber umschlang einen seiner Füße. Daraufhin begann Herakles, mit seiner Keule dem Ungeheuer die Köpfe zu zerschmettern. Anfänglich hatte er keinen Erfolg damit, denn kaum hatte er einen Kopf der Hydra zerschlagen, so wuchsen an Stelle des einen Kopfes zwei neue nach.
Überdies hatte die Göttin Hera der Hydra als Mitstreiter einen Riesenkrebs geschickt, der den Helden in einen Fuß biss. Herakles jedoch tötete jenen großen Krebs. Hera honorierte daraufhin später die Bemühungen des Krebses, indem sie ihn als Sternbild Krebs an den Himmel setzte. Herakles rief den Iolaos zu Hilfe. Dieser hatte schon eine Fackel gerüstet, um einen Teil des nahen Waldes damit anzuzünden. Mit den Bränden brannte er jeden der enthaupteten Hälse aus, so dass keine neuen Köpfe mehr nachwachsen konnten. Endlich schlug Herakles Hydra auch das unsterbliche Haupt ab, dieses begrub er am Wege und wälzte einen schweren Fels darüber. Den Rumpf der Hydra schlitzte er auf und in ihre giftige Galle tauchte er seine Pfeile, die seitdem unheilbare, tödliche Wunden schlugen.
Diese Arbeit wurde ihm von Eurystheus jedoch nicht angerechnet, da sein Neffe Iolaos ihm geholfen hatte.

## Rezeption
1758 beschreibt Carl von Linné im Abschnitt Animalia Paradoxa seiner Systema Naturae auch legendäre Tiere ohne sie einer Art zuzuordnen. Dort heißt es zur Hydra: „HYDRA mit schlangenartigem Körper, zwei Füßen, sieben Hälsen und ebenso vielen Köpfen, aber ohne Flügel, was nach Hamburg an die Ähnlichkeit mit der apokalyptischen Hydra aus dem Johannesevangelium, Kapitel XII und XIII erinnert. Und es stellte sich für viele so dar, als ob es die Erscheinung eines echten Tieres wäre, allerdings täuschte es vor. Die Natur, die sich immer ähnlich ist, hat auf natürliche Weise nie mehrere Köpfe in einem Körper hervorgebracht. Als wir den Betrug und die List mit eigenen Augen sahen, konnten wir dies ganz leicht an den Zähnen des Wildwiesels erkennen, die sich von denen der Amphibien unterscheiden“.
Während der Französischen Revolution häuften sich Darstellungen des Kampfs mit Hydra. An die Stelle von Herakles trat das französische Volk. Populär war in diesem Zusammenhang die Parallelisierung des antiken Stoffs mit dem Sturm auf die Bastille.
Nach der Hydra wurde das Sternbild Wasserschlange und anders die Süßwasserpolypen benannt. Auch gibt sie der Bösewicht-Organisation Hydra aus den Marvel Comics ihren Namen, die etwa in Captain America: The First Avenger auftritt.
Der so genannte „Hydra-Effekt“ beschreibt unter anderem den negativen Effekt, der nach dem Abschalten von Torrent-Seiten entsteht. Dem Effekt zufolge kehrt eine Filesharing-Seite nach dessen Abschaltung in unterschiedlichen Formen im Internet zurück.

## Heraldik
Die Hydra ist auch in der Heraldik eine gemeine Figur und als Wappentier in vielen Wappen zu finden. Die Darstellung ist an den vielen Köpfen, sieben sind Standard, des Wappentieres zu erkennen. Die Tingierung kann alle heraldische Farben annehmen. Die Flügel und der Drachenschwanz sind sehr selten abweichend vom Körper gefärbt. Alle Abweichungen sind in der Wappenbeschreibung zu erwähnen.